# ブレイク・ショップ
ブレイク・ショップ（Blake Schoupp、1998年3月28日 - ）は、スーパーラグビー・パシフィック、ブランビーズに所属するラグビー選手。

## プロフィール
- オーストラリア・ウロンゴン出身[1]。
- ポジションはプロップ(PR)、フッカー(HO)。
- 身長 180cm、体重 117kg
- 弟のアーロンはラグビーリーグ選手[2]
- オーストラリア代表キャップは5（2024年2月現在）でワールドカップ2023のオーストラリア代表に選ばれた[3]。

## 略歴
サザンディストリクツRCを経て、2022年、ブランビーズに加入。